# Albalophosaurus
Albalophosaurus is een plantenetend geslacht van ornithischische dinosauriërs, behorend tot de groep van de Cerapoda, dat tijdens vroege Krijt leefde in het gebied van het huidige Japan. De typesoort is Albalophosaurus yamaguchiorum.

## Vondst en naamgeving

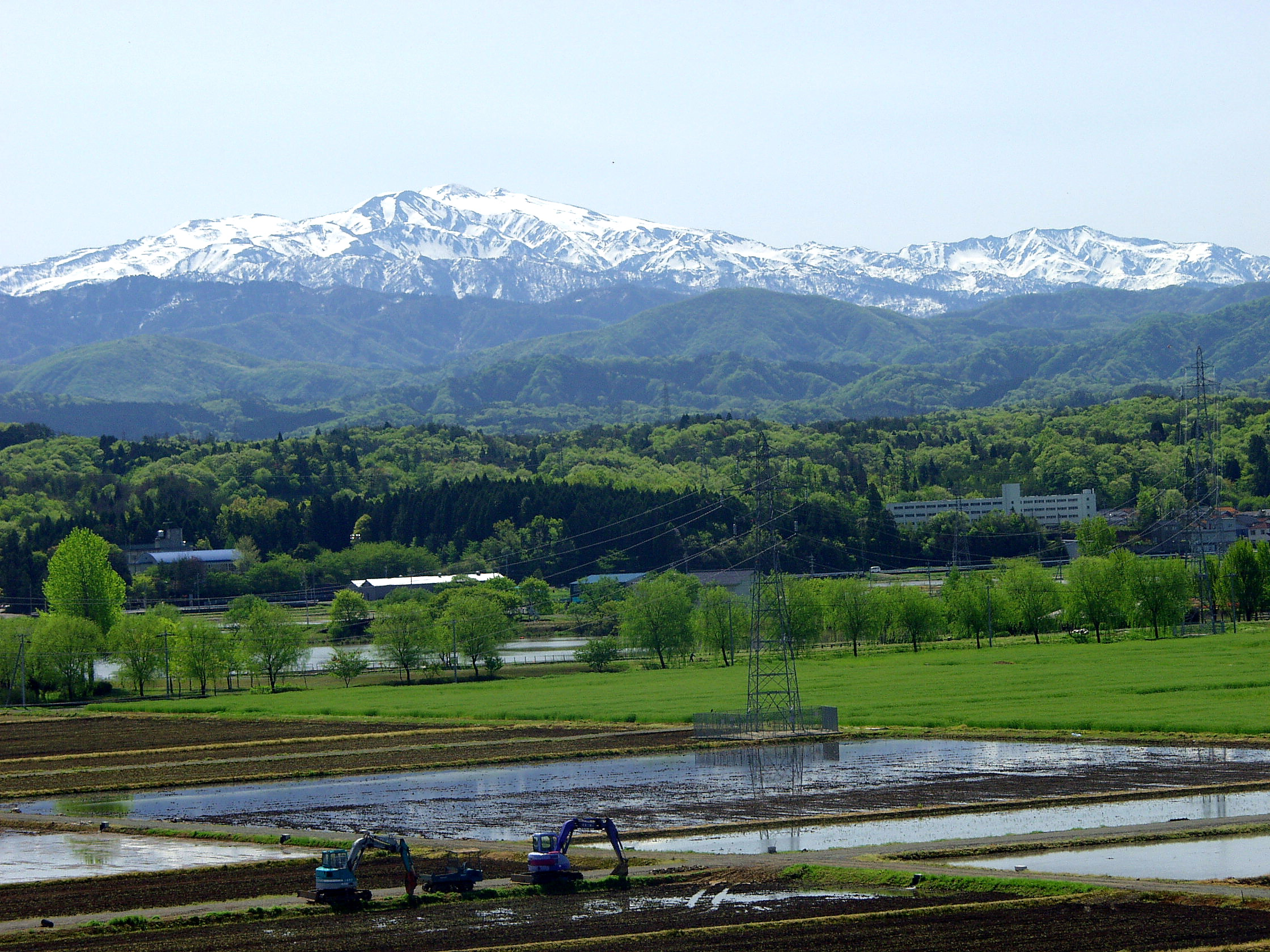
De besneeuwde toppen van de Hakoe waar Albalophosaurus naar vernoemd is

In 1997 vond amateurpaleontoloog Josjinori Kobajasji tijdens de aanleg van een verkeerstunnel bij het dorp Shiramine, nu deel van de stad Hakoesan, in de prefectuur Ishikawa, in de oostelijke oeverwal van de rivier de Tetori beenderen van een dinosauriër. In 2009 werden deze benoemd en beschreven door Tomojoeki Ohasji en Paul Barrett. De geslachtsnaam is afgeleid van het Latijnse albus, "wit", en het Klassiek Griekse λόφος (lophos), "kam", een verwijzing naar de besneeuwde top van de berg Hakoe (Hakoe-san). De soortaanduiding eert Itsjio Jamagoetsji en Mikiko Jamagoetsji, de preparateurs van de beenderen.
Het fossiel, holotype SBEI 176, is opgegraven in de vindplaats Kaseki-kabe, in een laag van de bovenste Koewadzjimaformatie waarvan de datering onzeker is maar die vermoedelijk gevormd is tijdens het late Valanginien, ongeveer 137 miljoen jaar geleden. Het bestaat uit een gedeeltelijke schedel, waarvan vooral de linkerkant bewaard is gebleven, en een linkeronderkaak. De schedel is sterk gefragmenteerd en is zichtbaar op beide delen van een gespleten blok steen.

## Beschrijving
De schedel heeft een geschatte totale lengte van tien centimeter, hetgeen wijst op een lichaamslengte van ruwweg anderhalve meter. De kop lijkt, voor zover dat gezien de staat van het fossiel kan worden bepaald, wat gedrongen te zijn met hoge onderkaken. Albalophosaurus was vermoedelijk een tweevoeter.
De beschrijvers wisten twee unieke afgeleide eigenschappen, autapomorfieën, vast te stellen. Op de eerste plaats mist de maxilla, een tanddragend bot in de bovenkaak, een inspringing in de tandrij terwijl die juist wel sterk aanwezig is bij het dentarium, het tanddragend bot van de onderkaak. Deze vorm van de maxilla is uniek binnen de Ornithischia. Op de tweede plaats bezitten de boventanden aan de buitenkant tien tot twaalf fijne richels die van de basis naar het spits lopen.

## Fylogenie
Eerst werd gemeend dat de vondst toebehoorde aan een lid van de Hypsilophodontidae. Een exacte cladistische analyse had daarentegen tot uitkomst dat Albalophosaurus zich zeer basaal in de Ceratopia bevindt. Gezien de vele ontbrekende informatie en bepaalde overeenkomsten met de Euornithopoda beperkten de beschrijvers zich echter tot de meer algemene plaatsing Cerapoda incertae sedis.